# Björn-Erik Höijer
Björn-Erik Höijer (ur. 14 marca 1907 w Malmberget, zm. 10 lutego 1996 w Uppsali) – szwedzki pisarz.

## Życiorys
Był synem nauczyciela w szkole podstawowej. Wcześnie stracił rodziców. Uczył się w szkole rzemieślniczej, później sam nauczał rzemiosła. Zadebiutował w 1940 zbiorem nowel Grått berg (Szara góra), inspirowanych szwedzką prozą realistyczną. W 1950 wraz z rodziną przeniósł się do Uppsali, by poświęcił się pisarstwu. Był przedstawicielem tzw. nowego prowincjonalizmu. W kilku jego powieściach, m.in. Bergfinken (Śnieżka, 1944) i Trettio silverpenningar (Trzydzieści srebrników, 1949) bohaterem zbiorowym było środowisko górników Norrlandii. W późniejszych utworach, m.in. Mannen fran myren (Człowiek z mokradeł, 1957) skonfrontował ludzi z siłami przyrody. W latach 50. zaczął wprowadzać wątki etyczno-religijne (m.in. w powieści Befriaren, czyli Wyzwoliciel z 1956). Pisał też sztuki teatralne, a w latach 1950-1954 opublikował cykl autobiograficzny. W 1967 został laureatem Nagrody Doblouga.